# Iuliana Hobincu
Iuliana Hobincu (n. 29 mai 1954) este o fostă handbalistă română care a participat la Jocurile Olimpice de vară din 1976.
Ea a făcut parte din echipa de handbal a României, care a terminat pe locul patru la turneul olimpic. A jucat în trei meciuri și a marcat trei goluri.

## Distincții
- Medalia „Meritul Sportiv” clasa I (18 august 1976) „pentru rezultatele deosebite obținute la Jocurile olimpice de vară de la Montreal – 1976, precum și pentru contribuția adusă la dezvoltarea activității sportive și la creșterea prestigiului sportului românesc pe plan internațional”[4]